# Taybeere

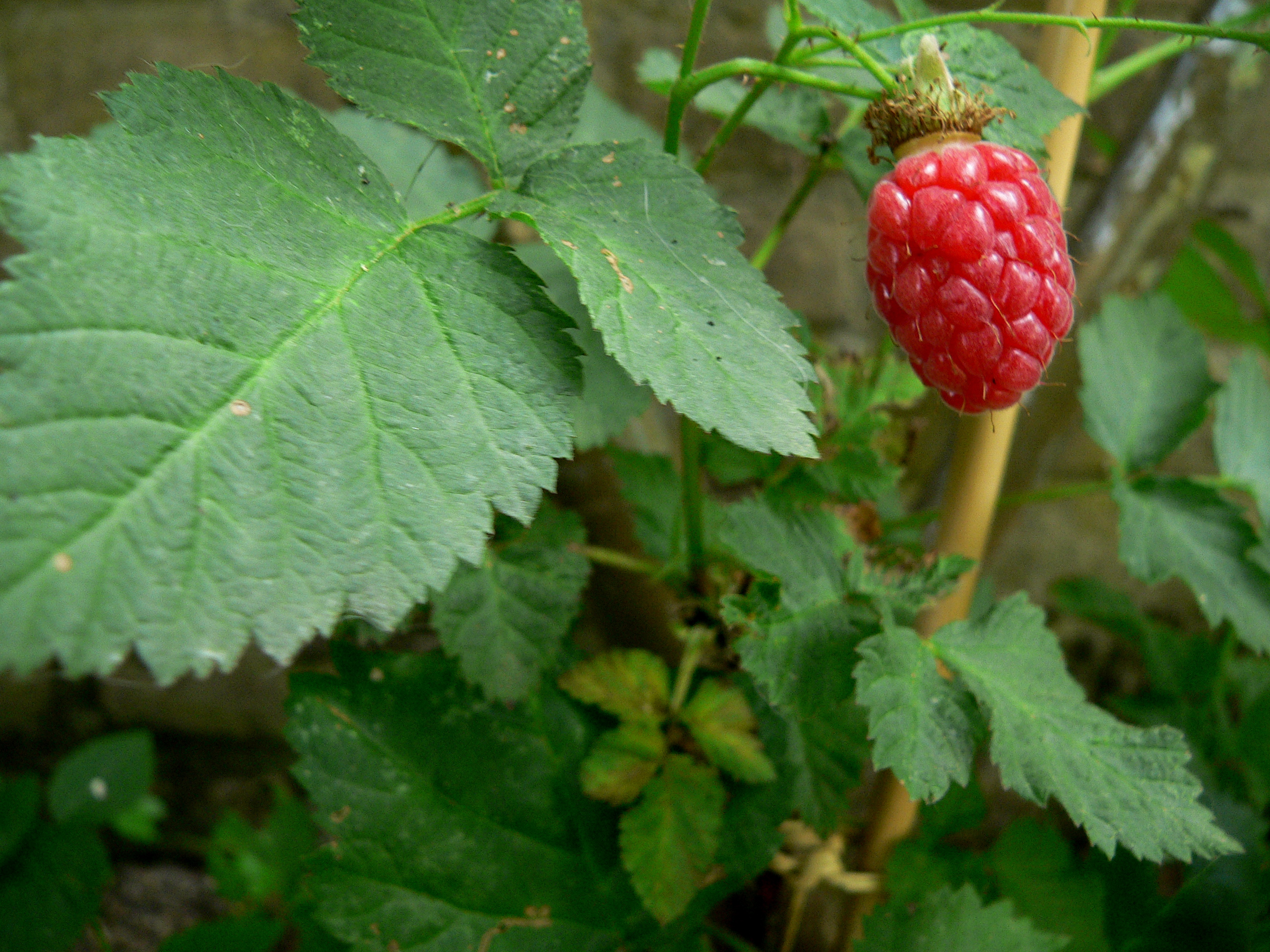
Eine Taybeere am Strauch

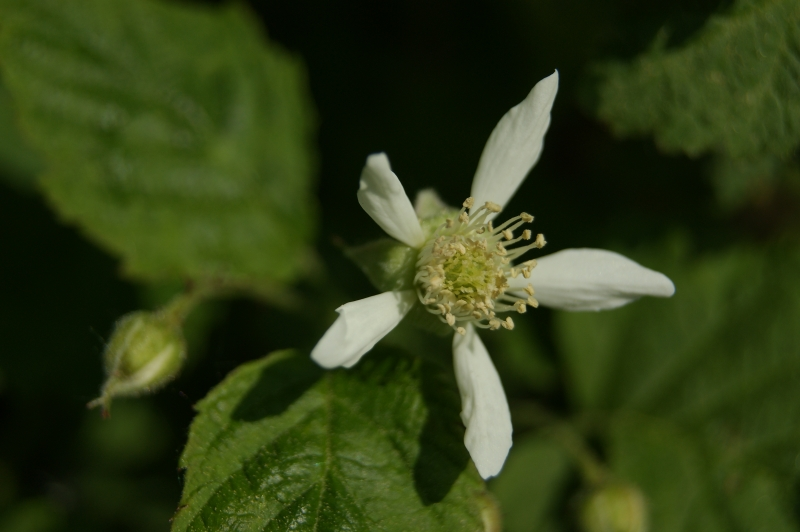
Blüte einer Taybeere

Die Taybeere (Rubus fruticosus × idaeus, engl. Tayberry) ist eine 1977 eingeführte Beerenobstsorte. Benannt wurde sie nach dem schottischen Fluss Tay.
Botanisch handelt es sich um eine Kreuzung aus Brombeere und Himbeere. Taybeeren wurden von Derek Jennings am Scottish Crops Research Institute (SCRI) in Invergowrie (Schottland) gezüchtet.
Taybeeren sind relativ robust und kälteresistent, weshalb sie in Schottland geschätzt werden. Die Pflanze ähnelt in ihrer Gestalt der Brombeere und weist wie diese ca. 4 m lange, mit festen Stacheln besetzte Ranken auf. Ihre Sammelfrucht ähnelt derjenigen der Himbeere, sie ist allerdings länger und läuft nach unten konisch zu.
Die Ernte erfolgt ab Mitte Juli. Die Früchte weisen einen deutlich sauren Geschmack auf und werden deshalb weniger als frische Früchte, sondern eher in Konfitüren, Fruchtsoßen, anderen Fruchtzubereitungen oder auch in Fruchtmischungen verwendet.
Taybeeren sind fructosearme Früchte und werden daher bei Fructosemalabsorption meist vertragen.
Die Williams Bros Brewing Co in Alloa (Schottland) braut aus Taybeeren, Malz und Hopfen ein Róisin genanntes Bier.